# Sri-lankische Cricket-Nationalmannschaft in Australien in der Saison 2004
Die Tour der sri-lankischen Cricket-Nationalmannschaft nach Australien in der Saison 2004 fand vom 1. bis zum 13. Juli 2004 statt. Die internationale Cricket-Tour war Bestandteil der Internationalen Cricket-Saison 2004 und umfasste zwei Tests. Australien gewann die Serie 1–0.

## Vorgeschichte
Australien spielte zuvor eine Tour in Simbabwe, Sri Lanka ebenfalls.
Das letzte Aufeinandertreffen der beiden Mannschaften bei einer Tour fand in der Saison 2003/04 in Sri Lanka statt.
Eigentlich hätte die Tour im Jahr zuvor stattfinden sollen, jedoch sorgten Terminschwierigkeiten rund um den Cricket World Cup 2003 für die Verschiebung in die für Australien ansonsten ungewöhnliche Wintersaison.
Der australische Premierminister John Howard äußerte sich mehrfach negativ über die Bowling-Techniken des Sri-Lankers Muttiah Muralitharan, der sich daher dagegen entschied nach Australien zu reisen.

## Stadien
Die folgenden Stadien wurden für die Tour als Austragungsort vorgesehen und am 19. Juli 2003 bekanntgegeben.
| Stadion               | Stadt  | Kapazität | Spiele |
| --------------------- | ------ | --------- | ------ |
| Bundaburg Rum Stadium | Cairns | 13.500    |        |
| Marrara Oval          | Darwin | 14.000    |        |

## Kaderlisten
Sri Lanka benannte seinen Kader am 4. Juni 2004.
Australien benannte seinen Kader am 9. Juni 2004.
| Test | Test |
| Australien | Sri Lanka |
| --- | --- |
| - Ricky Ponting (K) - Adam Gilchrist (VK & wk) - Matthew Elliott - Jason Gillespie - Matthew Hayden - Michael Kasprowicz - Simon Katich - Justin Langer - Darren Lehmann - Glenn McGrath - Damien Martyn - Shane Warne | - Marvan Atapattu (K) - Russel Arnold - Upul Chandana - Tillakaratne Dilshan - Sanath Jayasuriya - Mahela Jayawardene - Romesh Kaluwitharana (wk) - Lasith Malinga - Thilan Samaraweera - Kumar Sangakkara (wk) - Chaminda Vaas - Nuwan Zoysa |

## Tour Matches
| 24. – 27. Juni Scorecard | Darwin | Northern Territory Chief Minister’s XI 419 (105) & 145-9d (50) | – | Sri Lankans 378-7d (104) & 187-5 (59.5) |
|                          |        | Sri Lankans gewinnt mit 5 Wickets                              |   |                                         |

## Tests

### Erster Test in Darwin
| 1. – 3. Juli Scorecard | Darwin | Australien 207 (71.3) & 201 (63.1) | – | Sri Lanka 97 (41.5) & 162 (65.4) |
|                        |        | Australien gewinnt mit 149 Runs    |   |                                  |

### Zweiter Test in Cairns
| 9. – 13. Juli Scorecard | Cairns | Australien 517 (124.2) & 292-9d (66.4) | – | Sri Lanka 455 (144.4) & 183-8 (85) |
|                         |        | Remis                                  |   |                                    |

## Statistiken
Die folgenden Cricketstatistiken wurden bei dieser Tour erzielt.
| Tests              | Tests      | Tests   | Tests   | Tests   | Tests   | Tests   | Tests   | Tests   |
| Batting            | Batting    | Batting | Batting | Batting | Batting | Batting | Batting | Batting |
| Spieler            | Mannschaft | Spiele  | Innings | Runs    | Average | HS      | 100s    | 50s     |
| ------------------ | ---------- | ------- | ------- | ------- | ------- | ------- | ------- | ------- |
| Matthew Hayden     | Australien | 2       | 4       | 288     | 72,00   | 132     | 2       | 0       |
| Justin Langer      | Australien | 2       | 4       | 210     | 52,50   | 162     | 1       | 0       |
| Damien Martyn      | Australien | 2       | 4       | 203     | 50,75   | 97      | 0       | 2       |
| Darren Lehmann     | Australien | 2       | 4       | 179     | 44,75   | 57      | 0       | 3       |
| Marvan Atapattu    | Sri Lanka  | 2       | 4       | 156     | 39,00   | 133     | 1       | 0       |
| Bowling            |            |         |         |         |         |         |         |         |
| Spieler            | Mannschaft | Spiele  | Overs   | Wickets | Average | BBI     | 5W      | 10W     |
| Upul Chandana      | Sri Lanka  | 2       | 61.4    | 12      | 22,50   | 5/101   | 2       | 1       |
| Glenn McGrath      | Australien | 2       | 81      | 10      | 17,10   | 5/37    | 1       | 0       |
| Lasith Malinga     | Sri Lanka  | 2       | 63.3    | 10      | 26,40   | 4/42    | 0       | 0       |
| Shane Warne        | Australien | 2       | 100.5   | 10      | 28,00   | 4/70    | 0       | 0       |
| Michael Kasprowicz | Australien | 2       | 67.4    | 8       | 25,12   | 7/39    | 1       | 0       |

## Player of the Series
Als Player of the Series wurden die folgenden Spieler ausgezeichnet.
| Serie | Player of the Series |
| ----- | -------------------- |
| Test  | Matthew Hayden       |

### Player of the Match
Als Player of the Match wurden die folgenden Spieler ausgezeichnet.
| Spiel   | Player of the Match |
| ------- | ------------------- |
| 1. Test | Glenn McGrath       |
| 2. Test | Matthew Hayden      |